# 오즈의 마법사: 그레이트 매직
오즈의 마법사: 그레이트 매직(Dorothy and the Witches of Oz)은 2011년 공개된 미국의 영화이다.

## 출연

### 주연
- 사샤 잭슨
- 숀 애스틴

### 조연
- 크리스토퍼 로이드
- 미아 사라
- 에단 엠브리
- 랜스 헨릭슨
- 빌리 보이드
- 제프리 콤스
- 폴리 로자스
- 사라 리빙
- 엘리자 스웬슨
- 노엘 서먼
- 제시카 소네본
- 알 스노우
- 조던 터네이지
- 베리 J. 랫클리프
- 아리 자가리스
- 빌 맥애덤스 주니어
- 브리온 데이비스
- 라자
- 프랭크 마티넬리

## 기타
- 공동제작: 닉 에버하트
- 공동제작: 섀넌 머피
- 미술: 크리스타 갤
- 배역: 조던 터네이지